# Романов Юрій Сергійович
Ю́рій Сергі́йович Рома́нов (13 травня 1939, місто Москва, тепер Російська Федерація — 25 грудня 2015, місто Одеса) — радянський астроном, кандидат фізико-математичних наук. Народний депутат України 1-го скликання.

## Біографія
Народився у родині військовослужбовця.
У вересні 1956—1961 роках — студент фізичного факультету Одеського державного університету імені Мечникова, фізик. У 1961—1965 роках — студент вечірнього факультету радіозв'язку Одеського електротехнічного інститут, радіоінженер.
З 1961 року — науковий співробітник астрономічної обсерваторії, асистент кафедри астрономії, заступник директора астрономічної обсерваторії, аспірант кафедри астрономії; молодший, старший, провідний науковий співробітник астрономічної обсерваторії, завідувач відділу дослідження змінних зір астрономічної обсерваторії Одеського державного університету імені Мечникова.
Член КПРС з 1967 по 1991 рік.
У 1974 році в Одеському державному університеті імені Мечникова захистив кандидатську дисертацію «Дослідження ефекту Блажка в змінної зорі RZ Ліри».
18 березня 1990 року обраний народним депутатом України, 2-й тур 46,30 % голосів, 9 претендентів. Входив до групи «Центр». Голова підкомісії, у 1993—1994 роках — заступник голови Комісії ВР України з питань екології та раціонального природокористування.
Одночасно, у березні 1990 — березні 1994 року — депутат, голова комісії з питань екології Одеської обласної ради народних депутатів. Член Одеської правозахисної організації «Україна».
З травня 1994 року — проректор із наукової роботи, завідувач відділу дослідження змінних зір астрономічної обсерваторії Одеського державного університету імені Мечникова.
Член Міжнародного астрономічного союзу (із 1976). Член Спілки наукових та інженерних товариств СРСР (із грудня 1978), голова міжгалузевого комітету з питань охорони довкілля Одеського обласного правління Спілки наукових та інженерних товариств СРСР (із лютого 1980). Дійсний член УЕАН (1992). З травня 1997 року — голова ревізійної комісії Одеської обласної громадської організації «Справедливість».
Один із чотирьох депутатів, які 24 серпня 1991 року голосували проти незалежності України.

## Нагороди та відзнаки
Диплом і медаль Міжнародної проблемної комісії «Фізика і еволюція зір» (1985).